# Сутягин, Александр Васильевич
Александр Васильевич Сутягин (12 (25) августа 1915 год, станица Магнитная, Оренбургская губерния — 10 января 1991, Ленинград) — советский певец-баритон, народный артист РСФСР (1955).

## Биография
Александр Васильевич Сутягин родился 12 (25) августа 1915 год в станице Магнитная (сейчас на её месте находится Магнитогорск) Верхнеуральского уезда (Оренбургская губерния). Был младшим из шестерых детей. Отец был родом из посёлка Белорецкого металлургического завода и в мае 1917 года семья переехала из станицы в Белорецкий завод. После окончания семилетки и техникума работал в мартеновском цехе Белорецкого металлургического завода. Активно участвовал в художественной самодеятельности при клубе и исполнял старинные романсы. В 1936 году закончил Башкирское музыкальное училище (класс А. Чернова-Шера).
В 1943 году окончил Московскую консерваторию (класс пения М. В. Владимировой).
С 1941 года был солистом Башкирского театра оперы и балета. В годы Великой Отечественной войны был диктором Республиканского комитета радиофикации при СНК БАССР.
В 1957—1975 годы выступал в Государственном академическом Малом оперном театре (ныне Михайловский театр).
Как концертный певец исполнял песни, романсы, арии и дуэты из опер зарубежных, русских и современных отечественных композиторов. Выступал с народным артистом СССР С. Я. Лемешевым.
Умер 10 января 1991 года в Ленинграде, прах покоится на Сергиевском кладбище (Уфа).

## Награды и премии
- Заслуженный артист Башкирской АССР (1946).
- Народный артист Башкирской АССР (1949).
- Заслуженный артист РСФСР (22.07.1954).
- Народный артист РСФСР (07.06.1955).

## Работы в театре
- 1955 — «Салават Юлаев» З. Исмагилова — Пугачёв
- 1957 — «Летучий голландец» Р. Вагнера — Голландец
- 1958 — «Эсмеральда» Даргомыжского — Клод Фролло
- «Азат» Р. А. Муртазина — Максим
- «Евгений Онегин» П. И. Чайковского — Онегин
- «Пиковая дама» П. И. Чайковского — Елецкий
- «Царская невеста» Н. А. Римского-Корсакова — Грязной
- «Риголетто» Дж. Верди — Риголетто
- «Виринея» Слонимского — Павел
- «Катерина Измайлова» — Борис Тимофеевич
- «Аида» Дж. Верди — Амонасро
- «Травиата» Дж. Верди — Жермон
- «Кармен» Ж. Бизе — Эскамильо
- «Севильский цирюльник» Дж. Россини — Фигаро
- Прочие партии: Алеко, Князь Игорь, Яго, Скарпиа.